# Leaked in London
 (avril 2025).
Si vous disposez d'ouvrages ou d'articles de référence ou si vous connaissez des sites web de qualité traitant du thème abordé ici, merci de compléter l'article en donnant les références utiles à sa vérifiabilité et en les liant à la section « Notes et références ».
Albums de Fall Out Boy
Infinity on High
(2003) Live in Phoenix
(2008)
Leaked in London est un EP live de Fall Out Boy sorti le 6 février 2007 sur le label Island Records.

## Titres de l'album
| No | Titre                                                                   | Durée |
| -- | ----------------------------------------------------------------------- | ----- |
| 1. | This Ain't a Scene, It's an Arms Race                                   | 3:25  |
| 2. | Thriller                                                                | 3:29  |
| 3. | Dance, Dance                                                            | 3:15  |
| 4. | Golden                                                                  | 2:37  |
| 5. | Our Lawyer Made Us Change the Name of This Song So We Wouldn't Get Sued | 3:09  |